# 芒特特扎 (北卡羅萊納州)
芒特特扎（英語：Mount Tirzah）是位於美國北卡羅萊納州珀森縣的非建制地區。

## 歷史
芒特特扎的郵局於1795年設立，其後於1881年停運。

## 地理
芒特特扎所處的海拔為高於海平面205米（即673英呎），而該地所採用的時區為UTC-5，即北美东部时区（EST）。同時該地設有夏令時間，為UTC-5調快一小時，即UTC-4（EDT）。